# 기예르모 톨레도

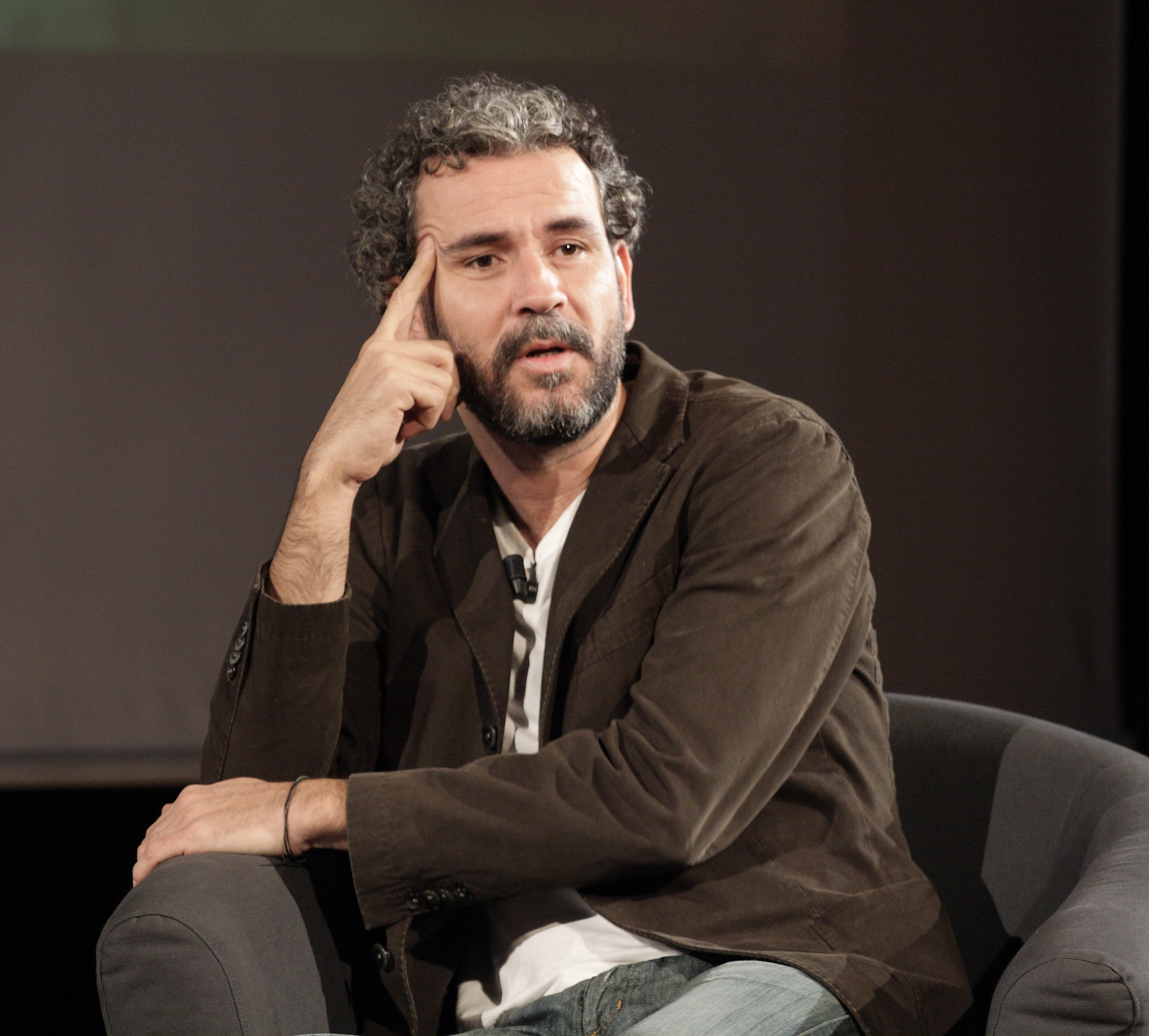

기예르모 톨레도(스페인어: Guillermo Toledo, 1970년 5월 22일 ~ )는 스페인의 배우, 영화 프로듀서이다. 마드리드에서 태어났다.

## 영화
- 우연히도 행운이 (2011년)
- 애프터 (2009년)
- 산토스 (2008년)
- 희소식 (2008년)
- 투 사이즈 오브 더 베드 (2005년)
- 고 엣세베스테 (2005년)
- 온리 휴먼 (2004년)
- 퍼펙트 크라임 (2004년) - 라파엘 곤잘레즈 역
- 연애의 기술 (2003년) - 페드로 역
- 아마존 대탐험 (2001년)
- 양상추 여자와 송어 남자 (2001년)
- 광녀 조앤 (2001년)
- 인택토 (2001년)
- 마리포사 (1999년)
- 어글리 우먼 (1999년)